# Amphiodia habilis
Amphiodia habilis is een slangster uit de familie Amphiuridae.
De wetenschappelijke naam van de soort werd in 2001 gepubliceerd door Albuquerque, Campos-Creasey & Guille.